# ヨーゼフ・フランツ・フライン

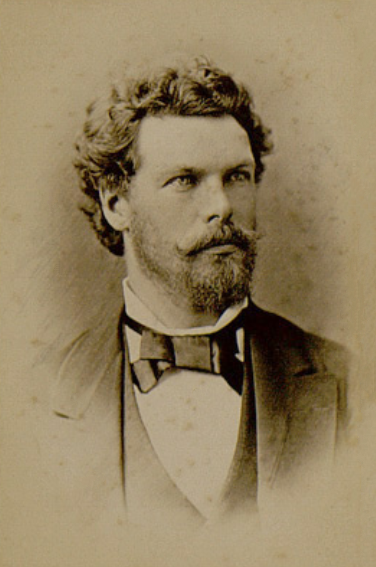
ヨーゼフ・フランツ・フライン

ヨーゼフ・フランツ・フライン（Josef Franz Freyn、1845年12月7日 - 1903年1月16日）は、オーストリアの鉄道技術者、植物学者である。

## 略歴
プラハに森林技術者の息子に生まれた。プラハの工科大学で工学を学び、しばらく森林学を研究した後、ウィーン工科大学を卒業し、オーストリア北西部鉄道会社（ÖNWB, k.k. privilegierte Oesterreichische Nordwestbahn）の技師となった。ハンガリー東部などの鉄道の建設などに参加し、現在のクロアチアのプーラからロヴィニまでの鉄道の建設を監督した。1881年にプラハに技術事務所を開き、ボヘミアの技術者会議所（ingenieurkammer）の副会長を務めた。
植物学者・植物収集家としては、ハンガリーやイストリア南部の植物（キク科の植物）を研究した。 ボルンミューラー（Joseph Friedrich Nicolaus Bornmüller）、ハッケル（Eduard Hackel）、ジンテニス（Paul Sintenis）らのオーストリアの植物収集家や、アナトリアに宣教師が開いた神学校で働いた J. J. Manissadijanと協力して、多くの植物を収集した。

## 著作
- Die Flora von Süd-Istrien, 1878 - Flora of southern Istria.
- Beitrag zur Flora von Bosnien und der angrenzenden Hercegovina. 1888 - Contributions involving the flora of Bosnia and in particular Herzegovina.
- Zur Kenntniss einiger Arten der Gattung Ranunculus, 1881 - Treatise on species of the genus  Ranunculus.
- Ueber neue und bemerkenswerthe orientalische Pflanzenarten, 3, Bulletin de l'Herbier Boissier 6(11), 1898 - On new and remarkable Oriental plant species.
- "Plantae ex Asia media (Fragmentum): Enumeratio plantarum in Turania a Cl. Sintensis ann. 1900-1901 lectarum, additis quibusdam in regione Caspica, Transcaspica, Turkestanica, praesertim in Altiplanite Pamir a cl. Ove Paulsen ann. 1898-1899 aliisque in Turkestania a V. F. Brotherus ann. 1896 lectis"; publisher: Genève : Imprimerie Romet, (1906).[5]
- Plantae novae Orientales. Österreichische botanische Zeitschrift 1894, 324-327.